# Канарейка в подарок
«Канарейка в подарок» — рассказ Эрнеста Хемингуэя. Впервые он был опубликован в журнале «Скрибнер» (англ. Scribner’s Magazine) в апреле 1927 года. Он был переиздан в сборниках рассказов «Мужчины без женщин» (англ. Men Without Women) (1927), «Пятая колонна и первые сорок девять рассказов» (англ. The Fifth Column and the First Forty-Nine Stories) (1961) и «Полное собрание рассказов Эрнеста Хемингуэя» (англ. The Complete Short Stories of Ernest Hemingway) (1987).

## Сюжет
Трое американцев, супружеская пара и женщина средних лет едут на поезде с Французской Ривьеры в Париж. Женщина средних лет кажется частично глухой и обеспокоенной крушением быстро идущего поезда. Она в восторге от канарейки, которую купила на Сицилии. Поезд проезжает горящий дом и разбитые автомобили. В середине рассказа выясняется, что рассказчик — муж, который подслушивает разговор женщины со своей женой. Узнав, что пара американцы, женщина неоднократно упоминает, что американцы — единственные хорошие мужья. Она купила канарейку для своей все еще убитой горем дочери, которой два года назад помешала выйти замуж за швейцарца. При выходе из поезда выясняется, что американская пара будет жить в Париже раздельно.

## История
Осень 1926 года была одним из многих мрачных периодов Эрнеста Хемингуэя и первым, который получил одновременное выражение в его художественной литературе. Профессиональные и личные события предыдущего года привели к радикальному разделению субъективности, которое проявится в его трудах и в конечном итоге будет способствовать его самоубийству. Этот раскол первоначально возник из-за проблем в его личной жизни — проблем, которые он создал, — и вызвал новую озабоченность, которая в конечном итоге противоречила его стремлению превратить личный конфликт в вымысел: забота о своей частной жизни важнее признания. Написание черновиков «Канарейки в подарок» в сентябре 1926 года отражает этот ранний личностный упадок, освещает переходный период в творческом процессе Хемингуэя и знаменует собой начало его осознания себя как профессионального автора — статус, который он сразу признал, которым он мог манипулировать в своих интересах, но который, как он долго отрицал, не был бесплатным. Опора рассказа на образы ранее неприкосновенных пространств отражает и показывает, что Хемингуэй в своих произведениях полагался на публикацию вопросов, ранее частных; подобно горящему дому, помолвке дочери и разрушенным фургонам в этой истории, брак Хемингуэя был открыт и, таким образом, разрушен. Он был виновником этих событий; при написании «Канарейки в подарок» он воспользовался литературными возможностями этого образца нарушения и изложения. Обстоятельства создания этого рассказа показывают, что этот автобиографический отчет представляет собой гораздо более интимный текст, чем признают критики. Большинство комментаторов согласны с тем, что история основана на последнем путешествии Хемингуэя на поезде со своей первой женой Хэдли, когда они «вернулись в Париж, чтобы обосноваться в отдельных резиденциях», но критическое рассмотрение истории как автобиографии на этом останавливается.